# Lijn D (metro van New York)
De D Sixth Avenue Express  of ook wel lijn D is een metrolijn die onderdeel is van de metro van New York. Op plattegronden, stationsborden en richtingfilms staat de lijn aangegeven in de kleur oranje  omdat de lijn een dienst is op de Sixth Avenue Line door Manhattan.

## Stations
| Verklaring dienstregeling                               | Verklaring dienstregeling                         |
| ------------------------------------------------------- | ------------------------------------------------- |
| Stops all times                                         | Stopt gehele dag                                  |
| Stops late nights only                                  | Stopt alleen 's avonds laat en 's nachts          |
| Stops all times except rush hours in the peak direction | Stopt altijd behalve spitsuur in de spitsrichting |

| D service | Station                              | Handicapped/disabled access                             | Overstappunt           |
| Bronx     | Bronx                                | Bronx                                                   | Bronx                  |
| --------- | ------------------------------------ | ------------------------------------------------------- | ---------------------- |
|           | Norwood-205th Street                 | Stops all times                                         |                        |
|           | Bedford Park Boulevard               | Stops all times                                         | B                      |
|           | Kingsbridge Road                     | Stops all times                                         | B                      |
|           | Fordham Road                         | Stops all times                                         | B                      |
|           | 182nd-183rd Streets                  | Stops all times except rush hours in the peak direction | B                      |
|           | Tremont Avenue                       | Stops all times                                         | B                      |
|           | 174th-175th Streets                  | Stops all times except rush hours in the peak direction | B                      |
|           | 170th Street                         | Stops all times except rush hours in the peak direction | B                      |
|           | 167th Street                         | Stops all times except rush hours in the peak direction | B                      |
|           | 161st Street-Yankee Stadium          | Stops all times except rush hours in the peak direction | B                      |
| Manhattan |                                      |                                                         |                        |
|           | 155th Street                         | Stops all times except rush hours in the peak direction | B                      |
|           | 145th Street                         | Stops all times                                         | A B C                  |
|           | 125th Street                         | Stops all times                                         | A B C                  |
|           | 59th Street-Columbus Circle          | Stops all times                                         | A B C 1 2              |
|           | Seventh Avenue                       | Stops all times                                         | B E                    |
|           | 47th-50th Streets-Rockefeller Center | Stops all times                                         | B F V                  |
|           | 42nd Street-Bryant Park              | Stops all times                                         | B F V 7 <7>            |
|           | 34th Street-Herald Square            | Stops all times                                         | B F V N Q R W PATH     |
|           | West Fourth Street-Washington Square | Stops all times                                         | A B C E F V            |
|           | Broadway-Lafayette Street            | Stops all times                                         | B F V 4 6 <6>          |
|           | Grand Street                         | Stops all times                                         | B                      |
| Brooklyn  |                                      |                                                         |                        |
|           |                                      |                                                         |                        |
|           | DeKalb Avenue                        | Stops late nights only                                  | B M N Q R              |
|           | Atlantic Avenue - Pacific Street     | Stops all times                                         | B M N Q R 2 3 4 5 LIRR |
|           | Union Street                         | Stops late nights only                                  | M N R                  |
|           | Ninth Street                         | Stops late nights only                                  | M N R F                |
|           | Prospect Avenue                      | Stops late nights only                                  | M N R                  |
|           | 25th Street                          | Stops late nights only                                  | M N R                  |
|           | 36th Street                          | Stops all times                                         | M N R                  |
|           | Ninth Avenue                         | Stops all times                                         | M                      |
|           | Fort Hamilton Parkway                | Stops all times                                         | M                      |
|           | 50th Street                          | Stops all times                                         | M                      |
|           | 55th Street                          | Stops all times                                         | M                      |
|           | 62nd Street                          | Stops all times                                         | M N                    |
|           | 71st Street                          | Stops all times                                         | M                      |
|           | 79th Street                          | Stops all times                                         | M                      |
|           | 18th Avenue                          | Stops all times                                         | M                      |
|           | 20th Avenue                          | Stops all times                                         | M                      |
|           | Bay Parkway                          | Stops all times                                         | M                      |
|           | 25th Avenue                          | Stops all times                                         |                        |
|           | Bay 50th Street                      | Stops all times                                         |                        |
|           | Coney Island-Stillwell Avenue        | Stops all times                                         | F N Q                  |

 ·  ·  ·  ·  ·  ·  ·  ·  · 